# Pleurosicya coerulea
Pleurosicya coerulea es una especie de peces de la familia de los Gobiidae en el orden de los Perciformes.

## Distribución geográfica
Se encuentra desde Kiribati hasta las Islas Ryukyu, al este del Índico y al norte de la Gran Barrera de Coral.

## Observaciones
Es inofensivo para los humanos.